# ماورو أورتيز (لاعب كرة قدم)
ماورو أورتيز (بالإسبانية: Mauro Ortíz)‏ هو لاعب كرة قدم مكسيكي في مركز الوسط، ولد في 7 أغسطس 1972 في غوادالاخارا في المكسيك. لعب مع نادي ديبورتيفو تولوكا.